# 新安镇 (祁门县)
新安乡，是中华人民共和国安徽省黄山市祁门县下辖的一个乡镇级行政单位。

## 行政区划
新安乡下辖以下地区：
良禾村、星林村、上汪村、高塘村、新安村、合源村和龙安村。

## 名胜古迹
新安镇境内拥有8处明清古戏台，已列为全国重点文物保护单位祁门古戏台（6-569）：
- 余庆堂戏台（珠林赵氏宗祠）
- 聚福堂戏台（叶源王氏宗祠）
- 叙伦堂戏台（上汪村汪氏祖祠）
- 大本堂戏台（李坑陈氏宗祠）
- 和顺堂戏台（长滩赵氏宗祠）
- 顺本堂戏台（良禾仓村赵氏宗祠）
- 敦化堂戏台（洪家洪氏宗祠）
- 新安古戏台（新安村）